# Oedaspis fissa
Oedaspis fissa är en tvåvingeart som beskrevs av Friedrich Hermann Loew 1862. Oedaspis fissa ingår i släktet Oedaspis och familjen borrflugor.
Artens utbredningsområde är Spanien. Inga underarter finns listade i Catalogue of Life.